# Polycitor crypticus
Polycitor crypticus is een zakpijpensoort uit de familie van de Polycitoridae. De wetenschappelijke naam van de soort is voor het eerst geldig gepubliceerd in 1970 door Millar.